# Costillar (danza)
El costillar es un baile o danza folclórica de Chile. 
Esta danza se ha encontrado en el área centro sur de Chile, aunque su mayor presencia ha sido en Chiloé. Su origen se ignora, aunque se relaciona posiblemente con la antigua costumbre de bailar o reunirse en torno a una figura totémica, un árbol o el fuego. De allí su característica más notoria, como lo es el bailar en torno a una botella.

## El costillar zona sur
Los bailarines deben  ir dando vueltas y cerrando cada vez más el círculo alrededor de una botella colocada al medio de la pista. Cada bailarín debe zapatear y redoblar con fuerza alrededor de la botella y también saltarla. Si uno de los bailarines derriba la botella debe pagar una multa que sirva para formar una nueva caja de multas, las cuales se resuelven en los juegos de prendas o en dineros donativos para comprar otras botellas, las cuales se colocan al centro de la pista. Las parejas bailan en su contorno, y van saliendo si derriban la botella correspondiente, por lo tanto, la pareja que la mantenga en pie es la ganadora. Si a estos la botella se les cae pierden automáticamente.

## Textos y música
Las letras utilizadas son cuartetas o coplas de la tradición con la intercalación de un estribillo o coro, como se mencionó anteriormente. A medida que avanza el baile, se va repitiendo y acelerando para hacerlo más complejo (Margot Loyola). 
Respecto a la música, es de carácter monótona y su estribillo o coro es corto ya que se va repitiendo después de cada frase de las palabras "pobre mi costillar". El baile está en patrón rítmico de 2/4, siendo acompañada de guitarra rasgueada con funciones armónicas de I y V grado (Tónica y dominante). Tonalidad mayor.

## Actualidad
Actualmente, el Costillar es una danza muy practicada en la Isla de Chiloé y también su uso ha sido parte de la educación básica en las Escuelas de Chile. SU clasificación más ordinaria es la pareja mixta o masculina suelta, concéntrica. respecto a su presencia, predominó en Chiloé, pero se encuentra en lugares más centrales de Chile.